# یان اولریش
یان اولریش (تلفظ آلمانی: [ˈjan ˈʊlrɪç]؛ زادهٔ ۲ دسامبر ۱۹۷۳) رکابزن سابق آلمانی است که در مسابقات دوچرخه‌سواری جاده فعالیت می‌کرد. اولریش در المپیک ۲۰۰۰ سیدنی یک طلا و یک نقره به دست آورد. همچنین برندهٔ تور دو فرانس ۱۹۹۷ و ووئلتا اسپانیای ۱۹۹۹ شد. او در فوریهٔ ۲۰۰۷ بازنشسته شد.
در سال ۲۰۰۶ اولریش به دلیل احتمال استفاده از مواد نیروزا از تور دو فرانس محروم شد. در فوریهٔ ۲۰۱۲ دوپینگ او در دادگاه عالی ورزش تأیید شد و همهٔ عنوان‌هایی که از مهٔ ۲۰۰۵ تا ۲۲ اوت ۲۰۱۱ (که رسماً محروم شد) به دست آورده‌بود، پس‌گرفته شد.

## زندگی‌نامه

### فعالیت آماتور
اولریش نخستین پیروزی خود در مسابقات دوچرخه‌سواری را در سن ۹ سالگی به دست آورد. او در سیستم تمرینات ورزشی آلمان شرقی در مدرسه‌ای ورزشی در برلین در سال ۱۹۸۶ آموزش دید و در سال ۱۹۸۸ قهرمان آلمان شرقی شد. دو سال پس از سقوط دیوار برلین در سال ۱۹۸۹، مدرسه تعطیل شد و اولریش به همراه مربی و هم‌تیمی‌هایش به باشگاهی آماتور در هامبورگ پیوست. در سال ۱۹۹۱ در مسابقات قهرمانی سیکلوکراس آماتور جهان پنجم شد.
در سال ۱۹۹۳، اولریش قهرمان مسابقات قهرمانی جادهٔ آماتور جهان در اسلو شد. در همان مسابقات در بخش حرفه‌ای لانس آرمسترانگ به قهرمانی دست یافت.

### آغاز فعالیت حرفه‌ای
در سال ۱۹۹۴ اولریش به عنوان رکابزن حرفه‌ای به تیم تلکام پیوست. او در مسابقات قهرمانی تایم تریل جهان در سیسیل به مدال برنز دست یافت.
اولریش در ۱۸ ماه نخست حرفه‌ای خود فعالیت کمرنگی داشت. او در سال ۱۹۹۵ قهرمان تایم تریل کشور شد و در مراحلی از تور سوئیس جزء ۱۰ نفر اول قرار گرفت. علی‌رغم تمایل به حضور در تور دو فرانس ۱۹۹۵، به مسابقهٔ کوچکتری در آلمان فرستاده شد و در پایان، در مکان سوم قرار گرفت. در ووئلتا نیز حضور یافت، ولی در مرحلهٔ دوازدهم کناره‌گیری کرد.

### تور دو فرانس ۱۹۹۶
اولریش از عضویت در تیم المپیک ۱۹۹۶ آلمان انصراف داد تا برای نخستین بار در تور دو فرانس شرکت کند. در پرولوگ، ۳۳ ثانیه با رهبر تور فاصله داشت و در مرحلهٔ هفتم جزء ۲۰ نفر اول بود. در پایان مرحلهٔ نهم، بیارنه ریس رهبر تور بود و اولریش با فاصلهٔ ۱ دقیقه و ۳۸ ثانیه در مکان پنجم قرار داشت.
در آخرین مراحل کوهستانی، اولریش به مکان دوم پشت سر ریس رسید؛ ولی در هر مرحله زمانی را نسبت به ریس از دست داد و فاصله‌اش با ریس به نزدیک ۴ دقیقه رسید. او توانست برندهٔ آخرین تایم تریل انفرادی شود و نخستین پیروزی خود در تور را به دست آورد. گفته می‌شد که اگر اولریش مجبور به خدمت به ریس نبود، نتیجهٔ بهتری به دست می‌آورد؛ ولی او این گفته را رد کرد و گفت که ریس الهام‌بخش تیم است. در پایان تور، اولریش با اختلاف ۱ دقیقه و ۴۱ ثانیه نسبت به هم‌تیمی خود، بر سکوی دوم قرار گرفت.

### تور دو فرانس ۱۹۹۷

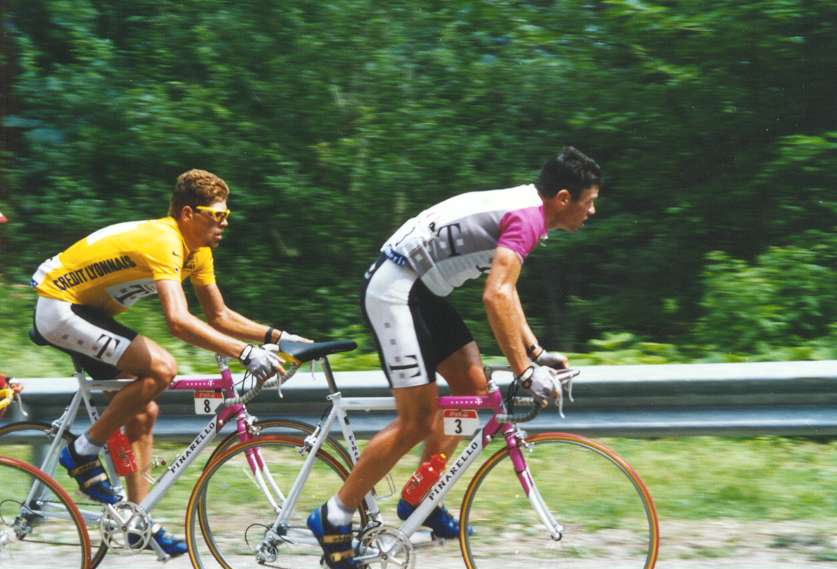
اولریش و هم‌تیمی‌اش اودو بولتس در حال عبور از کوهستان ووسژه طی تور دو فرانس ۱۹۹۷

پیش از تور دو فرانس ۱۹۹۷ اولریش در یک مرحله از تور سوئیس و مسابقات قهرمانی جاده کشور قهرمان شد. او یکی از رکابزنان محبوب در تور بود. اولریش تور را با قدرت آغاز کرد و در پایان پرولوگ، در مکان دوم قرار گرفت. در مرحلهٔ نهم، اولریش به ریس کمک می‌کرد؛ ولی هنگامی که ریشار ویرنک در آخرین سربالایی حمله کرد، وادار به واکنش شد. ریس ۳۰ ثانیه پس از اولریش، ویرنک و مارکو پانتانی از خط پایان گذشت. در مرحلهٔ دهم ریس دوباره عقب افتاد. اولریش از تیم اجازه خواست که حمله کند و توانست با فاصلهٔ یک دقیقه به پیروزی برسد تا برای نخستین بار، پیراهن طلایی را بر تن کند. در مرحلهٔ دوازدهم که تایم تریل انفرادی بود نیز فاصلهٔ اولریش با نفر دوم یعنی ویرنک، سه دقیقه بود.
پیش از آغاز مرحلهٔ ۱۳ اولریش بیش از پنج و نیم دقیقه جلوتر از ویرنک و ۹ دقیقه جلوتر از پانتانی بود. در این مرحله پانتانی حمله کرد، ولی تنها توانست ۴۷ ثانیه از فاصله‌اش را در پایان این مرحله در آلپ دوئز کم کند. دوباره در مرحلهٔ ۱۴، اولریش همزمان با ویرنک از خط پایان گذشت و فاصله‌اش با پانتانی را افزایش داد. در آخرین تایم تریل انفرادی در مرحلهٔ ۲۰ نیز اولریش در مکان دوم ایستاد و فاصلهٔ خود با ویرنک را به بیش از ۹ دقیقه افزایش داد. در روز بعد، اولریش در سن ۲۳ سالگی به نخستین آلمانی قهرمان تور دو فرانس تبدیل شد. در پایان سال نیز به عنوان ورزشکار برتر سال ۲۰۰۷ آلمان انتخاب شد.

### تور دو فرانس ۱۹۹۸
در سال ۱۹۹۸ اولریش مدافع عنوان قهرمانی تور بود. او در مرحلهٔ ۷ پیراهن طلایی را به دست آورد؛ ولی در مرحلهٔ ۱۵ پانتانی حمله کرد و با فاصلهٔ ۹ دقیقه نسبت به اولریش برنده شد. در پایان این مرحله، اولریش به مکان چهارم سقوط کرد و پانتانی رهبر تور شد. در مرحلهٔ بعد، اولریش و پانتانی با هم از خط پایان گذشتند و اولریش برنده شد تا فاصلهٔ ۶ دقیقه‌ای با پانتانی را حفظ کند و در رده‌بندی اصلی به رتبهٔ سوم برسد. در مرحلهٔ ۲۰ که تایم تریل بود، اولریش پیروز شد و فاصلهٔ خود با پانتانی را به حدود سه و نیم دقیقه کاهش داد تا در مکان دوم قرار گیرد.
در سال بعد، اولریش در مرحلهٔ ۳ تور آلمان با اودو بولتس برخورد کرد و دچار مصدومیت زانو شد تا تور دو فرانس را از دست بدهد؛ بنابراین تصمیم گرفت در ووئلتا و مسابقات قهرمانی تایم تریل جهان شرکت کند.

### ووئلتا اسپانیا ۱۹۹۹
در نخستین مرحلهٔ کوهستانی ووئلتا اولریش با فاصلهٔ کمی از آبراهام اولانو مدافع قهرمانی ووئلتا به پیروزی رسید. اولانو پیراهن طلایی را به دست آورد و اولریش دوم شد. در مرحلهٔ بعد که تایم تریل بود، اولانو با فاصلهٔ یک دقیقه از اولریش پیروز شد. در مرحلهٔ ۱۱ اولانو به دلیل شکستن دنده عقب افتاد و ۷ دقیقه پس از اولریش از خط پایان گذشت تا اولریش صاحب پیراهن طلایی شود. او بعدتر از مسابقه کناره‌گیری کرد.
در مرحلهٔ ۱۸ بانستو و دیگر تیم‌های اسپانیایی تلاش کردند اولریش را پایین بکشند؛ ولی او توانست رهبری خود را حفظ کند. در آخرین تایم تریل، اولریش با فاصلهٔ بیش از ۳ دقیقه برنده شد و در پایان مسابقه، توانست در دومین تور بزرگ قهرمان شود. چند هفته بعد نیز قهرمان مسابقات قهرمانی تایم تریل جهان شد.

### دوم ابدی پس از آرمسترانگ
در تور دو فرانس ۲۰۰۰ اولریش، پانتانی و لانس آرمسترانگ با یکدیگر رقابت می‌کردند. آرمسترانگ توانست در تور ۲۰۰۰ و سپس در ۲۰۰۱ به قهرمانی دست یابد. اولریش ناتوانی در شکست دادن آرمسترانگ را دلیل افسردگی خود در سال بعد اعلام کرد.
اولریش در المپیک تابستانی ۲۰۰۰ در سیدنی شرکت کرد. در مسابقهٔ جاده، با دو هم‌تیمی خود در تلکام یعنی آندرئاس کلودن و الکساندر وینوکوروف فرار کرد و توانست مدال طلا را به دست آورد. وینوکوروف و کلودن مدال‌های نقره و برنز را کسب کردند تا سکوهای سه‌گانه در اختیار رکابزنان تیم تلکام باشد. در تایم تریل نیز با اختلاف ۷ ثانیه نسبت به ویاچسلاو اکیموف دوم شد؛ ولی بالاتر از آرمسترانگ قرار گرفت.
در مهٔ ۲۰۰۲ گواهینامهٔ اولریش به دلیل رانندگی در حالت مستی گرفته شد. پس از مثبت شدن نمونهٔ خون او برای آمفتامین در ژوئیهٔ ۲۰۰۲ قرارداد اولریش با تیم تلکام خاتمه یافت و برای شش ماه محروم شد. او به دلیل مصدومیت زانو از ژانویه مسابقه نداده‌بود و فدراسیون دوچرخه‌سواری آلمان پذیرفت که اولریش در تلاش نبوده تا از دارو برای بهبود عملکرد خود استفاده کند، بنابراین کمترین محرومیت را برای او در نظر گرفت.
اولریش در سال ۲۰۰۳ به تیم بیانکی پیوست و از مارس ۲۰۰۳ دوباره به مسابقات بازگشت.
در تور دو فرانس ۲۰۰۳ اولریش جزء بخت‌های قهرمانی نبود. در هفتهٔ نخست بیمار شد و نزدیک بود از تور کناره‌گیری کند. در تایم تریل مرحلهٔ ۱۲ فاصلهٔ خود با آرمسترانگ را به ۳۴ ثانیه رساند و در مرحلهٔ بعد، فاصله را به ۱۵ ثانیه کاهش داد. در مرحلهٔ ۱۵ دوباره اولریش از آرمسترانگ عقب افتاد و فاصله به بیش از یک دقیقه رسید. در تایم تریل مرحلهٔ ۱۹ نیز اولریش زمین‌خورد و زمان از دست داد تا پیروزی در مرحله و تور را نیز از دست بدهد.
در مرحلهٔ پانزدهم تور، آرمسترانگ به زمین‌خورد و اولریش صبر کرد تا او برخیزد و به مسابقه بازگردد. به همین دلیل، به عنوان جوانمردترین ورزشکار سال آلمان به او اختصاص یافت.
در سال ۲۰۰۴ اولریش به تیم تلکام که اکنون نام آن به تی-موبایل تغییر یافته‌بود، بازگشت. او برندهٔ تور سوئیس شد. در تور دو فرانس نیز در مکان چهارم ایستاد.

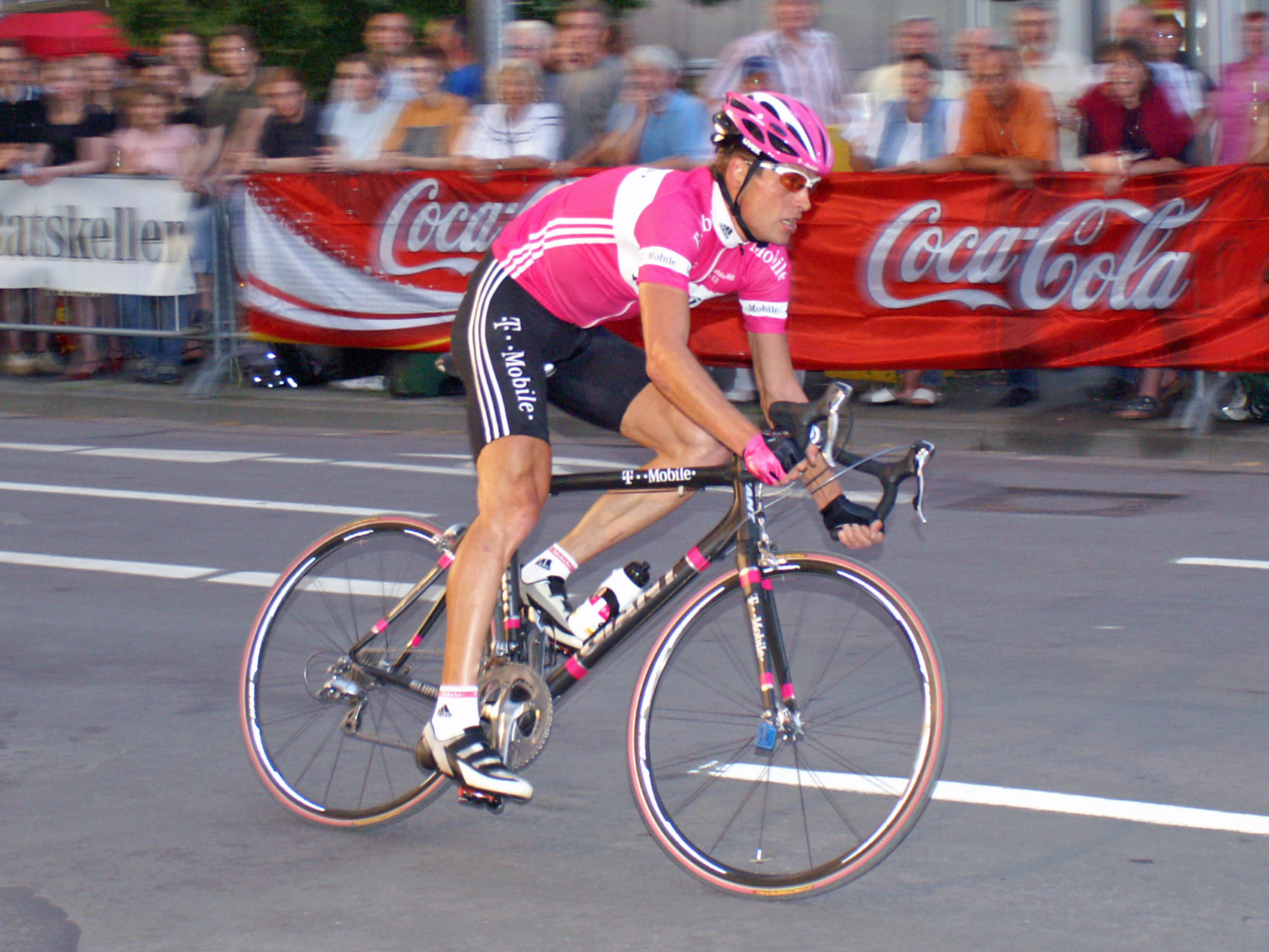
یان اولریش در هانوفر

در سال ۲۰۰۵ اولریش سرگروه تیم تی-موبایل بود و در آغاز فصل، نتایج خوبی به دست نیاورد.
روز پیش از آغاز تور دو فرانس ۲۰۰۵، اولریش با خودروی تیم خود برخورد کرد. سپس زمان زیادی را در تایم تریل و مراحل کوهستانی از دست داد و از آرمسترانگ و ایوان باسو فاصله گرفت. سپس تلاش کرد که به رتبهٔ سوم برسد و از میشل راسموسن پیشی گیرد. در تایم تریل دوم نتیجهٔ خوبی به دست آورد و راسموسن نیز چند بار تصادف کرد تا در پایان تور، اولریش بر سکوی سوم تور قرار گیرد.

### پس از آرمسترانگ
آرمسترانگ پس از تور ۲۰۰۵ بازنشسته شد. اولریش تصمیم گرفت یک یا دو سال دیگر رکاب بزند. او در تور روماندی در ۳۰ آوریل در رتبهٔ ۱۱۵ قرار گرفت. در ماه مه، در جیرو دیتالیا شرکت کرد و در تایم تریل مرحلهٔ ۱۱ با اختلاف ۲۸ ثانیه با ایوان باسو پیروز شد. او در مرحلهٔ ۱۹ با درد کمر از جیرو کناره‌گیری کرد؛ هرچند رودی پوناژ معتقد بود که اولریش می‌خواست از آسیب احتمالی پیش از تور جلوگیری کند.
اولریش در تور سوئیس برای دومین بار قهرمان شد. او در تایم تریل پایانی برنده شد و از رتبهٔ سوم به اول صعود کرد.

### دوپینگ
طی جیرو دیتالیای ۲۰۰۶ از اولریش در یک رسوایی دوپینگ با عنوان عملیات پوئرتو یاد شد. اولریش اتهامات را رد کرد؛ ولی در ۳۰ ژوئن ۲۰۰۶، یک روز پیش از آغاز تور دو فرانس، از حضور در تور منع شد. ایوان باسو و چند رکابزن دیگر نیز از فهرست رکابزنان تور خارج شدند. در ۲۰ ژوئیه اولریش از تیم تی-موبایل اخراج شد. به گفتهٔ اولریش، به جای آن که این تصمیم شخصاً به او اطلاع داده شود، به وکلایش فکس شده‌بود. اولریش این اقدام را پس از سال‌ها همکاری خوب و نتایجی که برای تیم گرفته بود، شرم‌آور خواند.
در ۳ اوت ۲۰۰۶ یک متخصص دوپینگ با نام ورنر فرانک ادعا کرد که بر پایهٔ اسناد کشف شدن در عملیات پوئرتو، اولریش ۳۵ هزار یورو در یک سال صرف خرید مواد نیروزا کرده‌است. دادگاهی در آلمان دریافت که شواهد کافی برای ارتباط دادن اولریش با دوپینگ وجود ندارد. در ۱۴ سپتامبر ۲۰۰۶ هنگامی که اولریش با همسرش به ماه‌عسل رفته‌بود، افسران دوپینگ به خانهٔ او هجوم بردند تا نمونهٔ دی‌ان‌ای جمع‌آوری کنند. در ۴ آوریل ۲۰۰۷ اعلام شد که نمونهٔ دی‌ان‌ای اولریش با ۹ بستهٔ خون برداشته شده از دفتر اوفمیانو فوئنتس تطبیق دارد.
اولریش در ۱۸ اکتبر ۲۰۰۶ فیزیوتراپیست شخصی خود را مرخص کرد. گمانه‌زنی‌ها دربارهٔ این که این اقدام اولریش نشانهٔ ناامیدی او از بازگشت به دوچرخه‌سواری است، افزایش یافت. اولریش این گمانه‌زنی‌ها را رد کرد. یک روز بعد، او پروانهٔ خود از فدراسیون دوچرخه‌سواری سوئیس را لغو کرد و به دنبال یک فدراسیون دیگر برای گرفتن پروانه برای فصل ۲۰۰۷ بود. اولریش ادعا کرد که فدراسیون دوچرخه‌سواری سوئیس تحقیقات خود در زمینهٔ دوپینگ را متوقف کرده‌است؛ ولی فدراسیون به تحقیقات ادامه داد.
اولریش در ۲۶ فوریهٔ ۲۰۰۷ بازنشسته شد. او در یک کنفرانس مطبوعاتی در هامبورگ بازنشستگی خود را اعلام کرد و گفت که هیچ‌گاه در زمان دوچرخه‌سواری تقلب نکرده‌است.
کمیته بین‌المللی المپیک تحقیقات دربارهٔ پس‌گرفتن مدال طلای اولریش در المپیک ۲۰۰۰ را آغاز کرد، ولی اعلام شد که شاهد محکمی بر ضد اولریش وجود ندارد و او می‌تواند مدال خود را حفظ کند.
تحقیقات در آلمان در سال ۲۰۰۸ پایان یافت و اتهامی به اولریش وارد نشد. تحقیقات در سوئیس نیز در سال ۲۰۱۰ خاتمه یافت، زیرا اولریش دیگر عضو فدراسیون دوچرخه‌سواری سوئیس نبود. اتحادیهٔ بین‌المللی دوچرخه‌سواری درخواست فرجام‌خواهی را به دادگاه عالی ورزش فرستاد.
در فوریهٔ ۲۰۱۲ اتهام استفادهٔ اولریش از مواد نیروزا در دادگاه عالی ورزش تأیید شد. او از ۲۲ اوت ۲۰۱۱ محروم شد و همهٔ نتایج او پس از مهٔ ۲۰۰۵ از فهرست نتایج حذف شد. اولریش بیانیه‌ای در سایت خود منتشر کرد و اعتراف کرد که با فوئنتس تماس داشته‌است و بابت آن تأسف خود را اعلام کرد.

## دوچرخه‌های اولریش
اولریش در مهٔ ۲۰۰۶ مجموعهٔ دوچرخهٔ یان اولریش را که به توسعهٔ آن کمک کرده‌بود، رونمایی کرد.
سه مدل ساخته شده بر اساس فعالیت حرفه‌ای اولریش نام‌گذاری شده‌اند: مدل کامپیونه با قاب آلومینیومی که مربوط به قهرمانی او در مسابقات قهرمانی آماتور جهان در سال ۱۹۹۳ بود؛ مدل المپ با قاب فیبر کربن که مربوط به موفقیت او در المپیک ۲۰۰۰ سیدنی بود و مدل گرندتور با قاب فیبر کربن، مواد با کیفیت عالی و قابل شخصی‌سازی بر اساس خواست مشتری.
این دوچرخه‌ها با مشارکت شرکت دوچرخه‌ساز آلمانی گوست بایکس ساخته می‌شوند.

## زندگی شخصی
اولریش از سال ۱۹۹۴ تا ۲۰۰۲ با همخانهٔ خود گلی وایس در مردینگن آلمان زندگی می‌کرد و یک دختر از او با نام سارا ماریا داشت که در ۱ ژوئیهٔ ۲۰۰۳ به دنیا آمد. آنان در سال ۲۰۰۲ به مونسترلینگن سوئیس منتقل شدند و در سال ۲۰۰۵ از یکدیگر جدا شدند. او در سپتامبر ۲۰۰۶ با سارا اشتاینهاوزر، خواهر هم‌تیمی سابقش توبیاس اشتاینهاوزر ازدواج کرد. فرزند اول آنان با نام مکس در ۷ اوت ۲۰۰۷ به دنیا آمد. دو پسر دیگر آنان با نام‌های بنو و تونی نیز در ۲۵ ژانویهٔ ۲۰۱۱ و ۳۱ اکتبر ۲۰۱۲ متولد شدند.

## دستاوردها

### نتایج در گرندتورها
| گرندتور | ۱۹۹۵   | ۱۹۹۶ | ۱۹۹۷ | ۱۹۹۸ | ۱۹۹۹ | ۲۰۰۰   | ۲۰۰۱ | ۲۰۰۲ | ۲۰۰۳ | ۲۰۰۴ | ۲۰۰۵ | ۲۰۰۶   |
| ------- | ------ | ---- | ---- | ---- | ---- | ------ | ---- | ---- | ---- | ---- | ---- | ------ |
| جیرو    | -      | –    | –    | –    | –    | –      | ۵۲   | –    | –    | –    | –    | ناتمام |
| تور     | -      | ۲    | ۱    | ۲    | –    | ۲*     | ۲*   | –    | ۲*   | ۴*   | ۳    | –      |
| ووئلتا  | ناتمام | –    | –    | –    | ۱    | ناتمام | –    | –    | –    | –    | –    | –      |

* = رتبهٔ اول خالی ماند
ناتمام = از مسابقه انصراف داد
نتایج پس گرفته شده خط کشیده شده‌اند